# ハリス・ベルケブラ
ハリス・ベルケブラ（アラビア語: هاريس بلقبلة、フランス語: Haris Belkebla、1994年1月28日 - ）は、アルジェリアとフランスのサッカー選手。アルジェリア代表。ポジションはMF。

## クラブ歴
ラ・クールヌーヴに生まれた。FCUオーベルヴィリエ、USブローニュ、ヴァランシエンヌFCの下部組織に在籍した。2014年にアマチュア契約でトゥールFCに加入すると、同年8月4日にリーグ・ドゥデビュー。
2018年夏にリーグ・アンのスタッド・ブレスト29に移籍。
2023年9月12日、オホド・クラブに移籍した。

## 代表歴
2012年10月にアルジェリアのU-20代表に招集されたが出場は無かった。U-23代表としてリオデジャネイロオリンピックに出場した。
アフリカネイションズカップ2019に臨むA代表にも招集されたが、チームメイトのアレクサンドル・ウキジャのフォートナイトの配信で尻を見せたため、ジャメル・ベルマディ監督は彼を同大会のメンバーから外した。同年11月14日のザンビア代表戦でA代表初出場。

## 家族
父のカメル・ベルケブラ、叔父のカリム・ベルケブラ、ユースフ・ベルケブラ、ジゼク・ベルケブラ、アブデラザク・ベルケブラ、いとこのヤニス・ベルケブラも元サッカー選手。叔母のファディラ・ベルケブラは女優。